# Dave Bickers
Dave Bickers   (Coddenham, 17 de gener de 1938 - Coddenham, 6 de juliol de 2014) va ser un pilot de motocròs anglès, guanyador dels dos darrers Campionats d'Europa de 250cc disputats, els de 1960 i 1961, abans que aquest títol esdevingués mundial. A banda, va guanyar dues edicions del Motocross des Nations i del Trophée des Nations formant part de l'equip britànic, sis campionats britànics de motocròs i cinc títols del BBC Grandstand Trophy. Al llarg de la seva carrera practicà també altres disciplines, com ara l'ice racing, enduro, trial, sidetrial i sidecarcross.

## Resum biogràfic
Nascut a Coddenham (Suffolk), Bickers havia estat durant anys un àvid espectador de les curses de motocròs (anomenat aleshores scramble al Regne Unit) que se celebraven al veí circuit de Shrubland's Park. El 1953, a quinze anys, aconseguí una Dot de 197 cc amb la qual començà a practicar pels camps propers a casa seva, a Coddenham (prop d'Ipswich). Quan feu els setze, el 1954, es pogué treure legalment la llicència i començà a competir, guanyant ja la primera cursa disputada. Fins al 1955 practicà el motocròs i el trial amb una BSA, que canvià després per una Jawa. En vistes del seu talent, Dot el fitxà com a pilot oficial per a 1956 i Bickers començà a obtenir tota mena d'èxits. Tant és així que Brian Stonebridge, un dels millors pilots de l'època, el recomanà a Greeves i aquesta el fitxà el 1958, començant així un tàndem que es faria famós. Aviat Bickers fou el pilot amb més trofeus en la seva categoria en curses de la BBC, aleshores molt populars al Regne Unit.

### Debut internacional (1959)
El 1959 Greeves l'envià a disputar el Campionat europeu de motocròs de 250 cc, precursor del Campionat del Món creat el 1962, i Bickers hi acabà vuitè. El 1960 va començar guanyant el primer Gran Premi de la temporada, el de Suïssa i al final aconseguí proclamar-se Campió d'Europa. L'any següent revalidà el títol en dura pugna amb el seu compatriota Arthur Lampkin. Durant aquells anys, Bickers era una de les màximes figures internacionals d'aquest esport i destacava pel seu estil impecable, tenint molta cura de la seva imatge (l'equipament, la posició sobre la moto, etc.).
El 1962 decidí no disputar el campionat i el 1963, quan decidí tornar-hi (havent esdevingut ja Campionat Mundial), veié que la seva Greeves havia quedat desfasada, per la qual cosa el 1964 pilotà una Husqvarna semi-oficial. El 1965 tornà a Greeves, que havia millorat el seu model, i aconseguí un nou títol de Campió britànic. El 1966 fitxà per la txecoslovaca ČZ per a pilotar la seva 360 cc al Campionat del Món de 500 cc, i esdevingué importador de la marca per al Regne Unit. Aquell any assolí el Campionat britànic de 500 cc i quedà subcampió al de 250 cc per només un punt de diferència amb el campió.
Amb CZ viatjà per tot el món i disputà curses a llocs tan allunyats com Sud-àfrica, Austràlia o Nova Zelanda, i juntament amb el seu company d'equip Joël Robert fou un dels introductors de l'esport del motocròs als EUA, tot participant en els tornejos Inter-AMA d'estiu i Trans-AMA de tardor.

### Retirada
El 1968, després del seu sisè lloc al GP d'Àustria, anuncià la seva retirada del Campionat del Món, després d'haver estat nou anys acabant entre els sis primers classificats els campionats de 250 o 500 cc. Tot i així seguí competint per mera diversió, tant al Regne Unit com a l'estranger. El 1977, a 39 anys, figurava encara entre els 30 millors pilots britànics. Aquell any deixà d'importar les CZ al seu país i se centrà en el seu propi negoci de motocicletes i accessoris, seguint participant en curses de motocròs i enduro.
El 17 de gener de 1978, a banda dels seus 40 anys Bickers celebrà els 20 anys d'activitat en competició d'alt nivell.

## Bickers Action
Dave Bickers fundà el 1976 l'empresa Bickers Action especialitzada en solucions per al cinema, que proveeix especialistes (coneguts com a stunts), vehicles i efectes especials per a escenes d'acció.
Durant anys, Bickers en persona o els seus socis doblaren als protagonistes en escenes arriscades a tota mena de pel·lícules i telefilms, entre les quals cal destacar-ne aquestes (entre parèntesis, el càrrec que hi desenvolupà):
- 1979: Bear Island (Especialista, fent de si mateix)
- 1983: Octopussy (Enginyer d'efectes especials)
- 1989: Indiana Jones and the Last Crusade (Manteniment de vehicles i Departament de transport)
- 1999: The World Is Not Enough (Especialista mecànic)

Actualment, Bickers Action és gestionada pel seu fill Paul i és una de les empreses capdavanteres del seu sector.

## Palmarès en motocròs

### Palmarès internacional
| Any          | Motocicleta       | Campionat del Món | Campionat del Món | Per equips | Per equips |
| Any          | Motocicleta       | 500cc             | 250cc             | MXDN       | Trophée    |
| ------------ | ----------------- | ----------------- | ----------------- | ---------- | ---------- |
| 1959         | Greeves           | -                 | 8è                |            |            |
| 1960         | Greeves           | -                 | 1r                |            |            |
| 1961         | Greeves           | -                 | 1r                |            | 1r         |
| 1962         | Greeves           | -                 | 10è               |            | 1r         |
| 1963         | Greeves           | -                 | 7è                |            |            |
| 1964         | Greeves/Husqvarna | -                 | 5è                |            |            |
| 1965         | Greeves           | -                 | 3r                |            |            |
| 1966         | ČZ                | 5è                | -                 | 1r         |            |
| 1967         | ČZ                | 3r                | -                 | 1r         |            |
| 1968         | ČZ                | -                 | 5è                |            |            |
| Total títols | Total títols      | 0                 | 2                 | 2          | 2          |

Notes
1. ↑  La classificació consignada a MXDN i Trophée fa referència a la posició final obtinguda per l'equip estatal
2. ↑  Fins al 1961 inclòs no existia el Campionat del Món de 250 cc, ans el Campionat d'Europa (conegut també com a Coup d'Europe)

### Palmarès al Campionat britànic
Font:
| Any          | Motocicleta  | 500cc | 250cc |
| ------------ | ------------ | ----- | ----- |
| 1958         | Greeves      | 9è    | -     |
| 1959         | Greeves      | 10è   | -     |
| 1960         | Greeves      | -     | 1r    |
| 1961         | Greeves      | -     | 2n    |
| 1962         | Greeves      | -     | 1r    |
| 1963         | Greeves      | -     | 1r    |
| 1964         | Greeves      | -     | 1r    |
| 1965         | ČZ/Greeves   | 3r    | 1r    |
| 1966         | ČZ           | 1r    | 2n    |
| 1967         | ČZ           | 4t    | 2n    |
| 1968         | ČZ           | -     | -     |
| 1969         | ČZ           | -     | 5è    |
| Total títols | Total títols | 1     | 5     |